# Girls Dead Monster
Girls Dead Monster（ガールズ・デッド・モンスター）は、日本の音楽グループ。テレビアニメ『Angel Beats!』に登場する陽動部隊にしてガールズバンド。通称はガルデモ。

## 概要
活動はアニメ内に留まらず、ボーカリストであるLiSAとmarinaによるイベントやライブツアーも実施されている。
2010年12月27日に行われた「Girls Dead Monster　Last Live -Final Operation」をもって活動を終えたが、2016年8月27日に行われた「Animelo Summer Live 2016 刻-TOKI-」の2日目にLiSAが出演した際にはmarinaがシークレットゲストとして出演し、Girls Dead Monsterとして6年ぶりの復活を果たした。

## メンバー
marina（マリナ、1987年2月7日 - ）
岩沢雅美のボーカル担当。
※ 2013年にソロデビュー。
LiSA（リサ、1987年6月24日 - ）
ユイのボーカル担当。
※ 2011年にソロとして、アニプレックス（現・SACRA MUSIC 所属）より再デビュー。

## ディスコグラフィ

### シングル
|     | 発売日         | タイトル                      | 規格品番  | 週間 最高位 | 備考                                           |
| --- | -------------- | ----------------------------- | --------- | ----------- | ---------------------------------------------- |
| 1st | 2010年4月23日  | Crow Song                     | KSLA-0051 | 7位         | テレビアニメ『Angel Beats!』劇中歌             |
| 2nd | 2010年5月12日  | Thousand Enemies              | KSLA-0052 | 4位         | テレビアニメ『Angel Beats!』劇中歌             |
| 3rd | 2010年6月9日   | Little Braver                 | KSLA-0055 | 2位         | テレビアニメ『Angel Beats!』劇中歌             |
| 4th | 2010年12月8日  | Last Song                     | KSLA-0064 | 2位         | テレビアニメ『Angel Beats!』劇中歌アレンジver. |
| 5th | 2010年12月8日  | 一番の宝物 〜Yui final ver.〜 | KSLA-0065 | 3位         | テレビアニメ『Angel Beats!』劇中歌アレンジver. |
| 6th | 2022年06月29日 | Awakening Song                | KSLA-186  |             | 「パチスロAngel Beats!」オリジナル書下ろし楽曲 |

### アルバム
|     | 発売日        | タイトル        | 規格品番  | 最高位 |
| --- | ------------- | --------------- | --------- | ------ |
| 1st | 2010年6月30日 | Keep The Beats! | KSLA-0058 | 6位    |